# 孔恬
孔恬（3世紀—280年），会稽郡山阴縣人，孔子二十四代孙，孔竺之子，孔冲、孔奕之兄，孫吴侍中、选部尚书，西晋湘东郡太守，与祖父孔潛、父亲孔竺、侄子孔侃都闻名于江左。有子孔愉、孔祗。